# Cyphonistes letiranti
Cyphonistes letiranti är en skalbaggsart som beskrevs av Hardy 2003. Cyphonistes letiranti ingår i släktet Cyphonistes och familjen Dynastidae. Inga underarter finns listade i Catalogue of Life.